# Christophe Point
Christophe Point (* 26. Mai 1965 in Nantes) ist ein ehemaliger französischer Fußballspieler und späterer -trainer.

## Spielerkarriere
In seiner Jugend spielte Point für einen Amateurverein FC Yonnais, bevor er 1976 mit elf Jahren in die Jugendmannschaft des SM Caen aufgenommen wurde. Er war 16 Jahre alt, als ihm im Verlauf der Spielzeit 1981/82 erstmals der Sprung in die Drittligamannschaft gelang; mit 18 Jahren avancierte er zum Stammspieler und erreichte 1984 den Aufstieg in die zweithöchste französische Spielklasse. Im Anschluss daran behielt der junge Spieler seinen Platz in einer Mannschaft, die in der zweiten Hälfte der 1980er-Jahre einen Zuwachs durch zahlreiche Talente verzeichnete. 1988 vollbrachte er mit dieser den Sprung in die erste Liga und konnte den Verein als Stammspieler vor dem Wiederabstieg bewahren.
Im Lauf der Jahre blieb er dem Verein treu und hatte immer wieder seinen Anteil am Ligaverbleib, bis er in der Spielzeit 1991/92 eine schwerwiegende Knieverletzung erlitt und für einen längeren Zeitraum ausfiel. Danach schaffte er nicht nur die Rückkehr ins Team, sondern debütierte 1992 zugleich im europäischen Wettbewerb. In der darauffolgenden Zeit kehrten viele Leistungsträger dem Verein allerdings den Rücken; Point, der im Verlauf der Saison 1994/95 aufgrund seiner Knieprobleme nicht über zwei Einsätze hinaus kam, musste zum Ende der Spielzeit den Abstieg in die Zweitklassigkeit miterleben. Zu diesem Zeitpunkt beendete er mit 30 Jahren nach 172 Erstligapartien mit fünf Toren und weiteren Einsätzen in der zweiten und dritten Liga seine Profikarriere, ohne jemals den Verein gewechselt zu haben.

## Trainerkarriere
Nach der Beendigung seiner Laufbahn blieb der Ex-Profi Caen treu und leitete das Training bei der U-15-Mannschaft. 1997 wurde er zum Trainer der zweiten Mannschaft befördert, verließ den Verein jedoch ein Jahr später nach insgesamt 22 Jahren; er unterschrieb beim unterklassigen FC Bayeux, wo er bis 2002 als Spielertrainer arbeitete. Von 2002 bis 2005 war er Trainer des ebenfalls unterklassigen US Avranches, bevor er beim Profiklub CS Sedan als Leiter der Jugendabteilung eingestellt wurde. Vereinsintern wurde er 2009 auf den Posten des Trainers der zweiten Auswahl verschoben.